# Bławatków
Bławatków est une localité polonaise de la gmina de Piekoszów, située dans le powiat de Kielce en voïvodie de Sainte-Croix.